# Внеочередные летние Олимпийские игры 1906
Внеочередные Олимпийские игры 1906 года проводились в Афинах 22 апреля — 2 мая 1906 года (с 9 по 19 апреля по юлианскому календарю) на «Мраморном стадионе», на котором проходили Олимпийские игры 1896 года. Участвовали 883 спортсмена и 20 спортсменок из 21 страны. Игры были запланированы к проведению МОК ещё в 1901 году. Замысел организаторов состоял в том, чтобы с 1906 года начать проводить Внеочередные Олимпийские игры через каждые четыре года (1910, 1914, 1918 и позднее), чтобы таким образом они чередовались с Очередными Олимпийскими играми с интервалом в два года, а международная спортивная жизнь стала бы более насыщенной событиями мирового масштаба. Поскольку следующие игры 1910 года также планировалось проводить в Афинах, но к тому времени на Балканах разразился глубокий политический кризис, в итоге приведший к Первой мировой войне, то последующие игры не состоялись. В итоге проект не получил дальнейшего развития, и игры 1906 года стали первыми и последними в этой серии, хотя окончательный отказ от идеи проведения внеочередных игр состоялся только в 1918 году. В дальнейшем игры 1906 года не признавались новым составом МОК официальными и не получили порядкового номера.

## Страны-участницы
- Австралия
- Австрия
- Бельгия
- Богемия
- Великобритания
- Великое княжество Финляндское[1]
- Венгрия
- Греция
- Германия
- Ирландия
- Италия
- Канада
- Нидерланды
- Норвегия
- Османская империя
- США
- Швеция
- Швейцария
- Франция

## Виды спорта
- Водные виды спорта
  -  Прыжки в воду (1)
  -  Плавание (4)
- Лёгкая атлетика (21)
- Велоспорт (6)
- Фехтование (8)
- Футбол (1)
- Гимнастика (4)
- Гребля (6)
- Стрельба (16)
- Теннис (4)
- Перетягивание каната (1)
- Тяжёлая атлетика (2)
- Борьба (4)

## Медальный зачёт
| Страна            | Золото | Серебро | Бронза | Всего |
| ----------------- | ------ | ------- | ------ | ----- |
| Франция           | 15     | 9       | 16     | 40    |
| США               | 12     | 6       | 6      | 24    |
| Греция            | 8      | 14      | 13     | 35    |
| Великобритания    | 8      | 11      | 5      | 24    |
| Италия            | 7      | 6       | 3      | 16    |
| Швейцария         | 5      | 6       | 4      | 15    |
| Германия          | 4      | 6       | 5      | 15    |
| Норвегия          | 4      | 2       | 1      | 7     |
| Австрия           | 3      | 3       | 3      | 9     |
| Дания             | 3      | 2       | 1      | 6     |
| Швеция            | 2      | 5       | 7      | 14    |
| Венгрия           | 2      | 5       | 3      | 10    |
| Бельгия           | 2      | 1       | 3      | 6     |
| Финляндия         | 2      | 1       | 1      | 4     |
| Канада            | 1      | 1       | 0      | 2     |
| Нидерланды        | 0      | 1       | 2      | 3     |
| Смешанная команда | 0      | 1       | 0      | 1     |
| Австралия         | 0      | 0       | 3      | 3     |
| Богемия           | 0      | 0       | 2      | 2     |
| Итого             | 78     | 80      | 78     | 236   |